# Paul Kaufmann (Jurist)
Paul Kaufmann (* 28. Juni 1856 in Bonn; † 20. Januar 1945 in Berlin) war ein deutscher Verwaltungsjurist. Er war von 1906 bis 1923 Präsident des Reichsversicherungsamtes.

## Leben
Kaufmann war der älteste Sohn des Bonner Oberbürgermeisters Leopold Kaufmann. Er absolvierte von 1874 bis 1877 ein Studium der Rechtswissenschaften in Bonn und Berlin und wurde 1884 in Göttingen zum Dr. jur. promoviert. Nach einer Tätigkeit bei der Staatsanwaltschaft des Land- und Kammergerichts Berlin wechselte er 1885 zum Reichsversicherungsamt. Dort war er zunächst wissenschaftlicher Mitarbeiter und zuletzt Geheimer Regierungsrat, wobei er ab 1890 in der neu eingerichteten Abteilung für die seinerzeit eingeführte Alters- und Invaliditätsversicherung tätig war. 1896 wurde Kaufmann Vortragender Rat im Reichsamt des Innern. Nach Inkrafttreten eines neuen Invaliditätsversicherungsgesetzes 1900 wurde er zum Kommissar des Reichsamtes ernannt, der Bereisungen der Landesversicherungsanstalten durchführte.
Ab 1906 war Kaufmann Präsident des Reichsversicherungsamtes in Berlin und ab 1919 zugleich Präsident des Reichsmilitärversorgungsgerichts. Nach der Pensionierung im Jahre 1923 wirkte er als Kunstsammler und Heimatforscher des Rheinlandes.

## Ehrungen
- 1907: Kommandeur 2. Klasse des Großherzoglich Hessischen Verdienstordens[3]
- 1908: Wirklicher Geheimer Oberregierungsrat 1. Klasse[4]
- 1910: Ehrendoktor der Medizinischen Fakultät der Universität Berlin[5]
- 1912: Königlicher Kronenorden 2. Klasse mit Stern[6]
- 1921: Pflanzung der „Präsident Kaufmann-Eiche“ an der Heilstätte Rheinland in Honnef[2]
- 1922: Ehrendoktor der Rheinischen Friedrich-Wilhelms-Universität Bonn[7]